# Atef Ebeid
Pour les articles homonymes, voir Ebeid.
Atef Ebeid  (en arabe : عاطف عبيد), né le 14 avril 1932 à Tanta, et mort le 12 septembre 2014, est un homme d'État égyptien, Premier ministre de 1999 à 2004.

## Biographie

### Études
Obeid étudie à l'université du Caire jusqu'en 1955 puis obtient un MBA en management à l'université de l'Illinois à Urbana-Champaign en 1962.

### Carrière politique
Ministre du Développement local sous le ministère Sedki puis ministre de la Planification dans le gouvernement Ganzouri, il prête serment comme Premier ministre le 5 octobre 1999.
Il démissionne le 9 juillet 2004, sous la pression notamment des milieux d'affaires plaidant pour des privatisations plus rapides et un contrôle de l'État allégé. Il est remplacé par Ahmed Nazif.
Du 20 juin 2004 au 6 juillet 2004, en l'absence d'Hosni Moubarak hospitalisé en Allemagne, il est président par intérim.
Il occupe ensuite des fonctions à la Banque internationale arabe et au Conseil de la Shoura.